# سيجارة إلكترونية

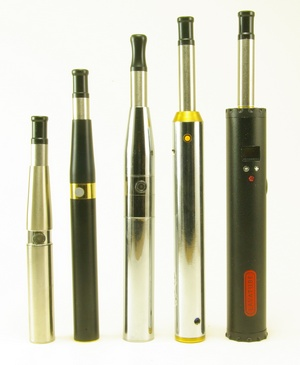
أنواع مختلفة من السجائر الإلكترونية

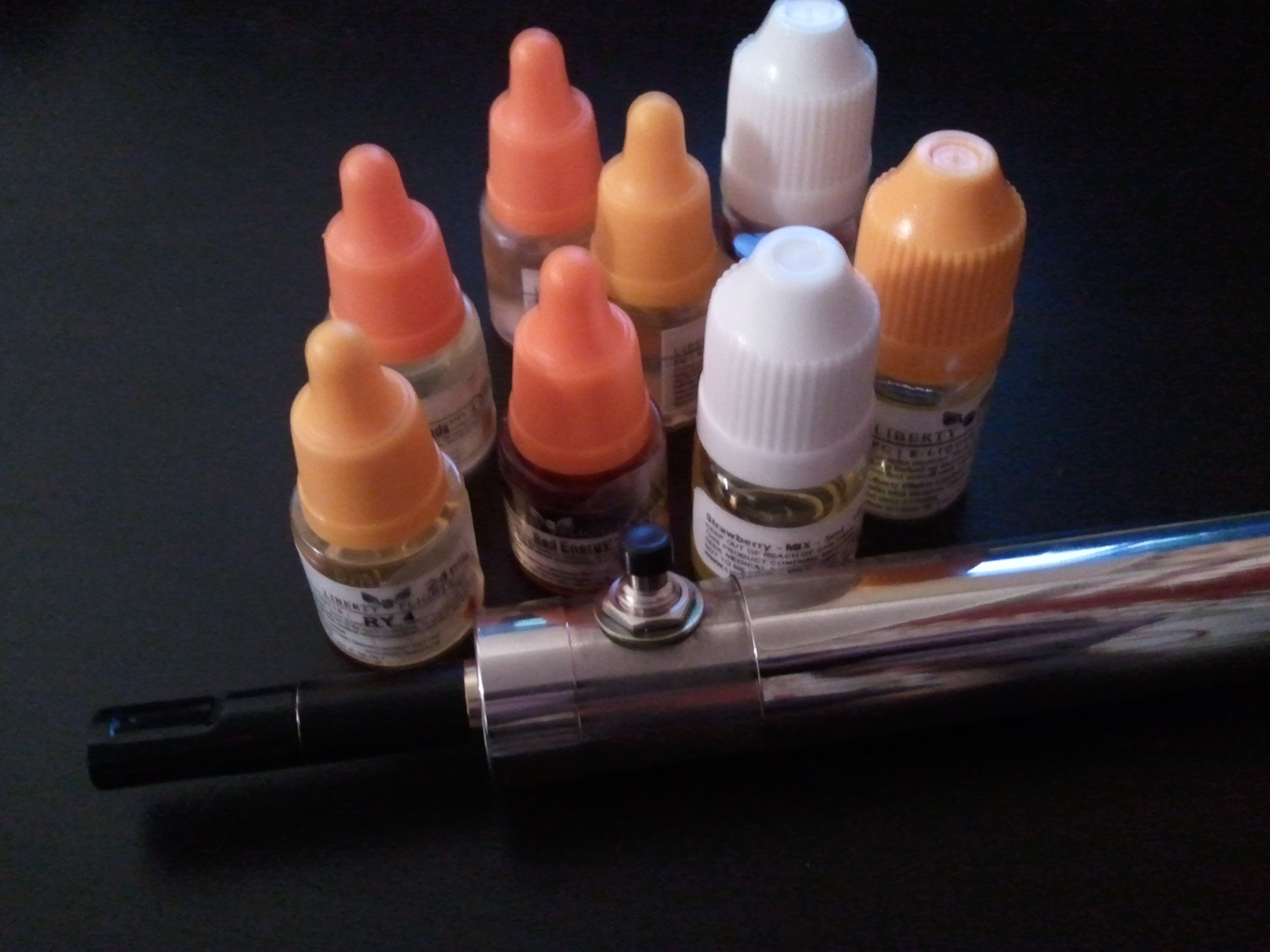
أنواع مختلفة من السوائل التي يمكن أن تركب مع السيجارة.

السيجارة الإلكترونية هي مرذاذ محمول يعمل ببطارية وتحاكي عملية تدخين التبغ عن طريق توفير بعض الجوانب السلوكية للتدخين، بما في ذلك حركة اليد إلى الفم المرتبطة بالتدخين، ولكن من دون حرق التبغ. يُعرف استخدام السيجارة الإلكترونية باسم "vaping" ويشار إلى المستخدم باسم "vaper". بدلاً من دخان السجائر، يستنشق المستخدم الهباء الجوي، المعروف باسم البخار. السجائر الإلكترونية عادة تحتوي على عنصر تسخين يعمل على بخ محلول سائل يسمى السائل الإلكتروني. يقوم المستخدم تلقائيًا بتنشيط السيجارة الإلكترونية عن طريق النفث؛ بعض الأجهزة الأخرى تعمل يدويًا عن طريق الضغط على زر. بعض السجائر الإلكترونية تشبه السجائر التقليدية،  ولكنها تأتي بالعديد من الأشكال. معظم الإصدارات قابلة لإعادة الاستخدام، إلا أن بعضها من المفترض التخلص منها. هناك أجهزة الجيل الأول، الجيل الثاني، الجيل الثالث، وأجهزة الجيل الرابع. تحتوي السوائل الإلكترونية عادةً على البروبيلين غليكول، الجليسرول، النيكوتين، النكهات، المواد المضافة، وكميات مختلفة من الملوثات. قد تُباع السوائل الإلكترونية أيضًا بدون البروبيلين غليكول، النيكوتين، أو النكهات.
الفوائد والمخاطر الصحية للسجائر الإلكترونية غير مؤكدة. هناك أدلة مبدئية على أنها قد تساعد الأشخاص على الإقلاع عن التدخين، على الرغم من أن تلك الأدلة لم تثبت أنها وسيلة أكثر فاعلية من وسائل الإقلاع عن التدخين الأخرى. هناك قلق من احتمال أن يبدأ غير المدخنين والأطفال في تعاطي النيكوتين من خلال السجائر الإلكترونية بمعدل أعلى مما كان متوقعًا في حالة لو كانت لم تبتكر أبدًا. بسبب احتمال إدمان النيكوتين الناتج من استخدام السجائر الإلكترونية، هناك قلق من أن الأطفال قد يبدأون في تدخين السجائر التقليدية. الشباب الذين يستخدمون السجائر الإلكترونية هم الأكثر عرضة للبدء في تدخين السجائر. دورها في الحد من أضرار التبغ غير واضح وفقا لدراسة، في حين وجدت دراسة أخرى أنها يبدو أن لديها القدرة على خفض الوفيات والأمراض المرتبطة بالتبغ. قد تكون منتجات معالجة النيكوتين بالإعاضة التي تقدمها إدارة الغذاء والدواء الأمريكية أكثر أمانًا من السجائر الإلكترونية، ولكن السجائر الإلكترونية تعتبر عمومًا أكثر أمانًا من منتجات التبغ. يقدر أن مخاطر السلامة التي يتعرض لها المستخدمون مماثلة لمخاطر التبغ بدون دخان. الآثار طويلة الأجل لاستخدام السجائر الإلكترونية غير معروفة بعد. إلا أن خطر حدوث أعراض سلبية خطيرة منخفض. الآثار السلبية الأقل خطورة تشمل آلام البطن والصداع وضبابية الرؤية، تهيج الحلق والفم والقيء والغثيان والسعال. يرتبط النيكوتين نفسه ببعض تلك المخاوف الصحية.
تخلق السجائر الإلكترونية بخارًا مصنوعًا من جزيئات دقيقة ومتناهية الصغر من الجسيمات المعلقة، التي وُجد أنها تحتوي على البروبيلين جليكول، الجليسرين، النيكوتين، النكهات، كميات ضئيلة من المواد السامة، المسرطنات، الفلزات الثقيلة، الجسيمات النانوية المعدنية، وغيرها من المواد. يختلف تركيبها الدقيق بين المصنعين، ويعتمد على محتويات السائل والتصميم المادي والكهربائي للجهاز وسلوك المستخدم، وعوامل أخرى. يحتمل أن يحتوي بخار السجائر الإلكترونية على مواد كيميائية ضارة غير موجودة في دخان التبغ. إلا أن بخار السجائر الإلكترونية يحتوي عموما على كمية مواد كيميائية سامة أقل، وتركيزات أقل للمواد الكيميائية السامة المحتملة من دخان السجائر. المحتمل أن يكون البخار أقل ضررًا للمستخدمين والمارة من دخان السجائر، على الرغم من وجود مخاوف من أن بخار الزفير قد يتم استنشاقه من قبل غير المستخدمين، خاصةً في الأماكن المغلقة.
منذ دخولها إلى السوق في عام 2003، ارتفع الاستخدام العالمي بشكل كبير. في استطلاع عام 2014، أفاد حوالي 13٪ من طلاب المدارس الثانوية الأمريكية باستخدامهم لها مرة واحدة على الأقل في الشهر السابق، وفي عام 2015 كان حوالي 10٪ من البالغين الأميركيين من المستخدمين. في المملكة المتحدة، زاد عدد المستخدمين من 700000 في عام 2012 إلى 2.6 مليون في عام 2015. حوالي 60٪ من مستخدمي المملكة المتحدة مدخنون للسجائر وحوالي 40٪ من المدخنين السابقين، في حين أن الاستخدام بين غير المدخنين في المملكة المتحدة ضئيل. لا يزال المعظم يستخدم السجائر التقليدية، مما يثير القلق من أن الاستخدام المزدوج قد «يؤخر أو يوقف عملية الإقلاع عن التدخين». السبب الذي يذكره معظم الناس لاستخدام السجائر الإلكترونية هو محاولة الإقلاع عن التدخين، على الرغم من أن نسبة كبيرة تستخدمها بشكل ترفيهي. الشائع أن السيجارة الإلكترونية الحديثة اخترعت في عام 2003 من قبل الصيدلي الصيني هون ليك، ولكن شركات التبغ تقوم بتطوير أجهزة توليد الهباء الجوي من النيكوتين منذ عام 1963. اعتبارًا من 2018، معظم السجائر الإلكترونية تصنع في الصين. بسبب التداخل مع قوانين التبغ وسياسات العقاقير الطبية، تتم مناقشة قوانين السجائر الإلكترونية في العديد من البلدان. دخل التوجيه المنقح للاتحاد الأوروبي بشأن منتجات التبغ حيز التنفيذ في مايو 2016، حيث ينص على تنظيم استخدام السجائر الإلكترونية. اعتبارا من أغسطس 2016، وسعت إدارة الأغذية والعقاقير (FDA) سلطتها التنظيمية لتشمل السجائر الإلكترونية. زادت شركات التبغ الكبيرة من جهودها التسويقية. اعتبارًا من 2014، كان هناك 466 علامة تجارية للسجائر الإلكترونية، وبلغت المبيعات العالمية ما يقدر بنحو 7 مليارات دولار.

## نبذة تاريخية
أول ظهور لفكرة استبدال التبغ كانت في عام 1963. وكانت الفكرة مبنية على استبدال التبغ بهواء ساخن بنكهة. استُحدثت السيجارة الإلكترونية في الصين على يد الصيدلي الصيني هون ليك (Hon Lik) في عام 2003 حين قدم فكرة تبخير محلول البروبيلين جليكول، باستخدام الموجات الفوق صوتية المنتجة عن طريق جهاز كهروضغطي. ثم بدأت في الظهور في السوق الصينية في مايو 2004 كبديل ومساعد للإقلاع عن التدخين. الشركة التي يعمل بها هون ليك غيرت اسمها من Golden Dragon Holdings إلى Ruyan ثم بدأت بتصدير منتجاتها إلى العالم في 2006 ثم حصلت على براءة اختراع عالمية في عام 2007.
في عام 2006، تم ابتكار فكرة الكارتومايزر cartomizer، أو الجهاز الذي يحتوي على خرطوش وبخاخ، ويقوم بتسخين المحلول عن طريق ملف إلكتروني (سلك ملفوف على شكل بكرة) موجود داخل الخرطوش. ثم تم تبني الفكرة في بريطانيا في عام 2007 باسم شركة Gamucci. الكارتومايزر (يسمى أيضا البخاخ أو الرشاش atomizer) مستخدم حالياً بشكل كبير من قبل شركات تصنيع السجائر الإلكترونية.
العديد من شركات السجائر التقليدية شعرت بالتهديد، وبخطر تحول المدخنين إلى السجائر الإلكترونية وبدأت هي بإنتاج السجائر الإلكترونية بنفسها.
البلاد التي تصرح بيعها الصين، الولايات المتحدة الأمريكية العراق، مصر، إنجلترا، فنلندا، لبنان، هولندا، السويد، تركيا والمملكة المتحدة.
العديد من الشركات العالمية تسعى لدخول العالم العربي، لكي يتم تعويض الشيشة المشهورة والواسعة الاستعمال عند العرب بالسيجارة الإلكترونية الجديدة، حيث هناك شركات أمريكية وأوروبية تسعى لجعل الدار البيضاء مركز لتوزيع السيجارة الإلكترونية في العالمين العربي والأفريقي.
وفي حين انطلقت دعوات في بريطانيا في عام 2018 لاعتماد السجائر الالكترونية كوصفة علاجية للإقلاع عن التدخين، تعتبر مدينة سان فرانسيسكو الأمريكية أول مدينة أمريكية تعمد إلى حظر بيع السيجارة الإلكترونية، وذلك في عام 2019. حيث تم منع بيعها في المتاجر أو طلبها وتوصيلها عبر الإنترنت إلى المدينة، إلى حين التأكد من آثارها الصحية.

## مكونات السيجارة الإلكترونية
1. بطارية
2. ملف التسخين (coil) والفتيلة
3. خزان المحلول (الخرطوش أو العلبة)
4. المحلول الإلكتروني (المادة التي يتم تبخيرها لإنتاج الضباب)

- في أغلب الأحيان يأتي جزء ملف التسخين وجزء الخزان سوياً ويسمى كارتومايزر أو بخاخ.
- بعضها يحتوي على مصباح صغير LED أو أزرار وبعضها يأتي بشاشة للتحكم بالجهد الكهربي أو الطاقة الكهربائية أو لقياس المقاومة الكهربائية لملف التسخين.

## مكونات المحلول الإلكتروني (e-liquid)
يتكون المحلول بشكل رئيسي من الجلسرين النباتي VG والبروبيلين جليكول PG مع/أو PEG400 أو ماء مقطر أو الكحول الإيثيلي أو غيرها من المذيبات. ويضاف إليه
مُحليات ونكهات اصطناعية أو عضوية (طبيعية)، مع نسب مختلفة من النيكوتين (كمية مابين صفر و24 ميلي جرام لكل ميلي لتر ±2؛ أي في حدود 0.00-2.40٪ من نسبة المحلول ±0.2٪). مكونات المحلول تختلف وتعتمد على المنتج. توجد شركات تنتج محلول إلكتروني عضوي خالي من البروبيلين جليكول PG. الغرض بشكل عام من الجلسرين النباتي VG هو تكوين الضباب الكثيف، والبروبيلين جليكول PG يعطي إحساس في الحلق. النيكوتين لتعويض إدمان التبغ. المذيبات المختلفة تستخدم بنسبة 1٪ -5٪ من نسبة النكهات المضافة لتدمجها بشكل جيد في المحلول.
يباع المحلول إما مع كارتومايزر جاهز للإستخدام في السجائر الإلكترونية الصغيرة، أو في قارورة منفصلة مع قطارة لتعبئة السجائر ذات الحجم المتوسط والقابلة للتعديل.

## أنواع السجائر الإلكترونية

### ذات التصميم الصغير الشبيه بالسجائر التقليدية (mini or AKA)
تتميز بحجم صغير وشبيه بالسجائر التقليدية من حيث الشكل الخارجي. يتم إنتاج البخار عند الشفط. غالبا يكون بها مصباح LED صغير ينير عند الشفط. يتم استبدال الكارمايزر (خزان المحلول والفتيلة) عند انتهاء المحلول. ويعاد شحن البطارية عند انتهائها. حجم البطارية صغير. وهي مناسبة لمن أعتاد على تدخين أقل من 10 سجائر في اليوم.

### الاستخدام الواحد (disposable)
شبيهة بالنوع الأول لكن لا يمكن إعادة شحنها ولا استبدال الخزان، لذلك يتم رميها بعد الانتهاء منها. وهي مناسبة لمن يرغب بتجربة السجائر الإلكترونية.

### ذات الحجم المتوسط (eGo)
هنا يتم تعبئة المحلول فقط دون استبدال علبة الخزان. يتم إنتاج البخار عند الضغط على زر موجود على البطارية. جميع القطع تباع معاً. البطارية ذات حجم متوسط ويعاد شحنها. وهي مناسبة لمن أعتاد على تدخين 20 سيجارة في اليوم.

### القابلة للتعديل (APVs or Mods)
في هذا النوع المتقدم تباع كل من البطارية وعلبة الخزان على حدى. تتوفر خيارات عديدة، مثلا توجد بطاريات كبيرة وبأشكال مختلفة وتوجد علب محلول مصنوعة من الزجاج. يمكن استبدال ملف التسخين عند الحاجة. يتم إنتاج البخار عند الضغط على الزر. تتميز بالأداء العالي ويمكن استبدال القطع على حسب الرغبة، ولكنها مكلفة. مناسبة لمن أعتاد على تدخين المعسل.

## مبدأ العمل
ظهرت السيجارة الإلكترونية في عام 2004 في الصين حيث تم إنتاجها، ثم تحولت للتسويق في العديد من الدول بما في ذلك البلدان الغربية خصوصا عبر شبكة الإنترنت.
وهي عبارة عن أسطوانة في شكل سيجارة مصنوعة من الفولاذ المقاوم للصدأ، بها خزان لاحتواء مادة النيكوتين السائل بنسب تركيز مختلفة. ومع أنها تتخذ شكل السيجارة العادية إلا أنها تحتوي على بطارية قابلة للشحن ولا يصدر عنها دخان. بل كل ما في الأمر أن البطارية تعمل على تسخين سائل النيكوتين الممزوج ببعض العطور مما يسمح بانبعاث بخار يتم استنشاقه ليخزن في الرئتين.
وتقول منظمة الصحة العالمية أن المتاجرين بهذه السجائر استخدموا بعض الوسائل غير المشروعة للترويج لمنتوجهم على أنه وسيلة ناجحة للإقلاع عن الإدمان على التدخين. وهو متواجد اليوم في العديد من الدول منها البرازيل وكندا وفنلندا وإسرائيل ولبنان وهولندا والسويد وتركيا والمملكة المتحدة.
تقوم البطارية بإنتاج جهد كهربي ما بين 3 فولت و6 فولت. يطبق الجهد الكهربي على ملف الكتروني ملفوف حول فتيلة مصنوعة من السيليكا. قطر الفتيلة مابين 1.5 مم و3 مم. مقاومة الملف الإلكتروني مابين 1 أوم و2.5 أوم، وسلك الملف مصنوع من الكانثال بقطر يتراوح بين 0، 16 و0، 40 مم. الملف الإلكتروني يكون داخل أنبوبة غير قابلة للصدأ داخل خرطوش مصنوع من البلاستيك أو الزجاج أو الحديد الغير قابل للصدأ. الأنبوبة تحتوي على منفذ لدخول الهواء من الخارج إلى الملف، فتحة الهواء بقطر بين 0.9 و1.8 مم ويصاحبها بلاستيك مرن يتحكم بمجرى الهواء. الفتيلة تقوم بشفط المحلول من الخزان وإدخاله إلى الأنبوبة داخل الملف، بالإضافة إلى الفتيلة، توجد فتحة تهوية أخرى صغيرة بين الأنبوبة والخزان. الفتيلة تحافظ على المحلول داخلها، وتقوم حرارة الملف بتسخين المحلول في درجة حرارة بين 120 و200 درجة مئوية لإنتاج الضباب (في حالة زيادة الحرارة قد يحترق المحلول ويصبح غير صالح للإستخدام). الضباب المبخر يعبر الأنبوبة ليصل إلى خارج السجارة الإلكترونية ليتم شفطه عبر الفم كعملية شهيق ويتم زفير البخار عبر الفم أو الأنف.

## معرض صور

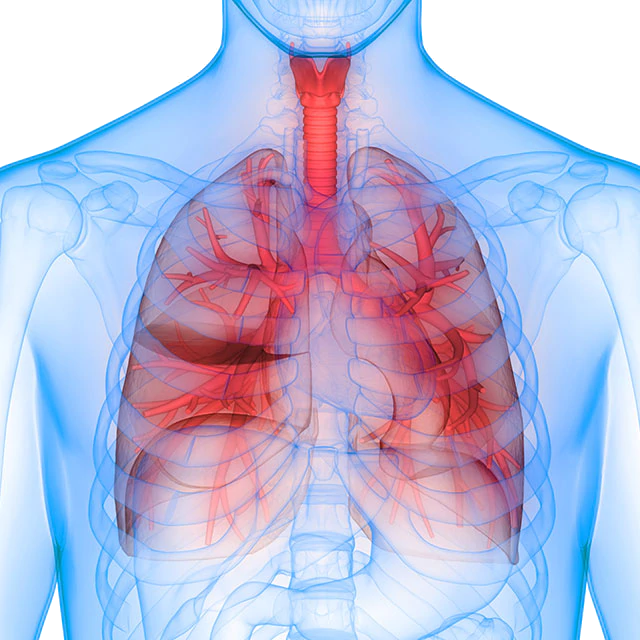